# Julius Edgar Lilienfeld
Pour les articles homonymes, voir Lilienfeld.
Julius Edgar Lilienfeld, né le 18 avril 1882 à Lemberg (en Autriche-Hongrie) dans une famille juive, mort le 28 août 1963 à Charlotte Amalie (Iles Vierges), émigré aux États-Unis en 1927, est un physicien et inventeur austro-hongrois.

## Vie
Lilienfeld obtient un diplôme (Ph.D.) de la Friedrich Wilhelms Universität (renommée en Université Humboldt de Berlin en 1946), le 18 février 1905. À partir de cette date il travaille à l'institut de physique de l'université de Leipzig, où il s'intéresse à la production de gaz liquides. En 1910 il obtient son habilitation avec comme sujet : La transmission d'électricité dans le vide extrême. En 1927, fuyant la montée de l'antisémitisme, il émigre aux États-Unis où il a déjà fait plusieurs séjours pour son travail.

## Œuvre
Il a inventé entre autres le transistor et le condensateur électrolytique dans les années 1920, déposant plusieurs brevets qui décrivent la construction et le fonctionnement des transistors. Bien que les procédés décrits dans ces brevets soient théoriquement opérationnels, il n'existe aucune preuve qu'ils aient jamais été réalisés et mis en service à cette époque. Ils contiennent cependant de nombreuses caractéristiques propres aux transistors modernes. Lorsque Brattain, Bardeen et Shockley, les premiers à avoir fait fonctionner un transistor, voulurent déposer un brevet sur leur invention, ils se virent opposer une fin de non-recevoir sur bien des points en raison de l'existence des brevets Lilienfeld.
En effet, en 1925, J.E. Lilienfeld déposait un brevet dans lequel il décrivait un élément assez proche du transistor MOS (cf. ses travaux entre 1925 et 1930) et qui aurait pu constituer le premier transistor de l’histoire. Mais l'histoire des sciences et techniques aura privilégié la voie bipolaire de Brattain, Bardeen et Shockley. Il fallut ainsi attendre le début des années 1960, pour voir apparaître les premières applications MOS industrielles, dont le développement avait été rendu possible par les progrès enregistrés dans le domaine des transistors bipolaires et en particulier la résolution des problèmes d'interface oxyde-semiconducteur. Aujourd'hui le transistor MOS constitue, par sa simplicité de fabrication et ses dimensions, l'élément fondamental des circuits intégrés numériques et de nos ordinateurs actuels.

### Liste de quelques brevets
- (en) Brevet U.S. 1745175 (Procédé similaire au MESFET)
- (en) Brevet U.S. 1900018 (MOSFET en couches minces, prototype théorique)
- (en) Brevet U.S. 1877140 (Procédé état solide où le couran

t est contrôlé par une couche de métal poreux, version solide du tube électronique.)
- (en) Brevet U.S. 2013564 (Condensateur électrolytique)

### Biographies
- About.com,  notice succincte concernant Lilienfeld
- J.E.Lilienfeld, biographie